# Ruthie Bolton

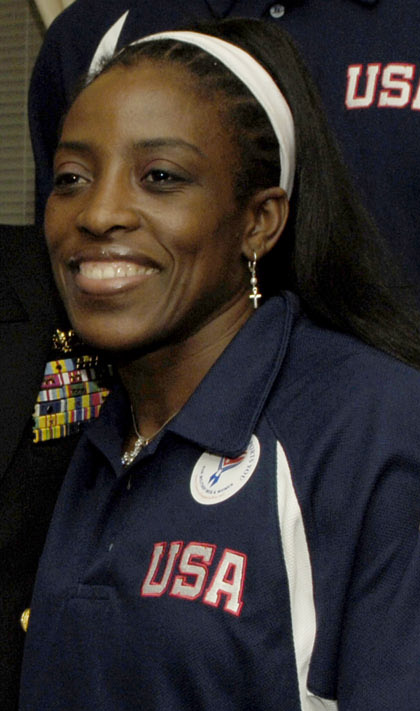

Ruthie Bolton, född den 25 maj 1967 i Lucedale, Mississippi, är en amerikansk basketspelare som tog OS-guld 2000 i Sydney. Detta var USA:s andra OS-guld i dambasket i rad. Bolton var även med och tog OS-guld 1996 i Atlanta. Hon spelade för Sacramento Monarchs under många säsonger, 1997–2004.